# 庄松
庄松（しょうま、寛政11年（1799年） - 明治4年（1871年）3月4日）は、浄土真宗の信仰に生きた市井の人で、その言行から妙好人として著名である。讃岐の庄松と呼称されることが多い。

## 概説・人物
妙好人庄松は、鈴木大拙によって世に紹介された。大拙は「浄土系信者の中で特に信仰に厚く徳行に富んでいる」（『日本的霊性』）と、庄松の言行を評価し、以後、現代に至るまで浄土真宗の門徒を中心に広く知られている。
庄松は、讃岐国大内郡土居村（現 香川県東かがわ市土居）に、谷口清七の子として生まれた。小作農の家であったので貧しく、縄ないや草履づくりなどもし、その間にも子守や寺男としても働いていたと伝えられている。生涯独身を通し、僅かな田畑を耕して生涯を終えた。
庄松の性格は直情径行であったので、さまざまな苦悩があったようであるが、役僧の周天によって導かれて、次第にその信仰を深めていったといわれる。
庄松の信仰は属していた講（真宗の信仰者組織）が身口意の三業帰命を厳しく説くものであった。その言行は時には一言居士の直言にも似た皮肉に満ちたものでありながらも、暖かい慈悲の心が感じられるものが多い。